# Alpecin-Deceuninck/2024
Deze pagina geeft een overzicht van de UCI World Tour wielerploeg Alpecin-Deceuninck in 2024.

## Algemene gegevens
Sponsors: Alpecin, Deceuninck
Algemeen manager: Philip Roodhooft
Teammanager: Christoph Roodhooft
Ploegleiders: Luuc Bugter, Kristof De Kegel, Jens Keukeleire Gianni Meersman, Preben Van Hecke, Rik Van Slycke, Frederik Willems, Kris Wouters
Fietsmerk: Canyon
Kleding: Kalas

## Renners
| Naam                  | Geboortedatum | Nationaliteit | Ploeg 2023                          |
| --------------------- | ------------- | ------------- | ----------------------------------- |
| Maurice Ballerstedt   | 16-01-2001    | Duitsland     |                                     |
| Tobias Bayer          | 17-11-1999    | Oostenrijk    |                                     |
| Lars Boven            | 13-08-2001    | Nederland     | Jumbo-Visma Development Team        |
| Nicola Conci          | 05-01-1997    | Italië        |                                     |
| Silvan Dillier        | 03-08-1990    | Zwitserland   |                                     |
| Samuel Gaze           | 12-12-1995    | Nieuw-Zeeland |                                     |
| Robbe Ghys            | 11-01-1997    | België        |                                     |
| Michael Gogl          | 04-11-1993    | Oostenrijk    |                                     |
| Kaden Groves          | 23-12-1998    | Australië     |                                     |
| Quinten Hermans       | 29-07-1995    | België        |                                     |
| Juri Hollmann         | 30-08-1999    | Duitsland     | Movistar Team                       |
| Jimmy Janssens        | 30-05-1989    | België        |                                     |
| Timo Kielich          | 05-08-1999    | België        | Alpecin-Deceuninck Development Team |
| Søren Kragh Andersen  | 10-08-1994    | Denemarken    |                                     |
| Axel Laurance         | 13-04-2001    | Frankrijk     | Alpecin-Deceuninck Development Team |
| Senne Leysen          | 18-03-1996    | België        |                                     |
| Xandro Meurisse       | 31-01-1992    | België        |                                     |
| Jason Osborne*        | 20-03-1994    | Duitsland     |                                     |
| Jasper Philipsen      | 02-03-1998    | België        |                                     |
| Edward Planckaert     | 01-02-1995    | België        |                                     |
| Jensen Plowright      | 15-05-2000    | Australië     |                                     |
| Jonas Rickaert        | 07-02-1994    | België        |                                     |
| Oscar Riesebeek       | 23-12-1992    | Nederland     |                                     |
| Ramon Sinkeldam       | 09-02-1989    | Nederland     |                                     |
| Henri Uhlig           | 01-08-2001    | Duitsland     | Alpecin-Deceuninck Development Team |
| Fabio Van Den Bossche | 21-09-2000    | België        |                                     |
| Mathieu van der Poel  | 19-01-1995    | Nederland     |                                     |
| Stan Van Tricht       | 20-09-1999    | België        | Soudal-Quick Step                   |
| Luca Vergallito       | 14-09-1997    | Italië        | Alpecin-Deceuninck Development Team |
| Gianni Vermeersch     | 19-11-1992    | België        |                                     |

* tot 16/9

### Vertrokken
| Naam              | Geboortedatum | Nationaliteit | Ploeg 2024                 |
| ----------------- | ------------- | ------------- | -------------------------- |
| Dries De Bondt    | 04-07-1991    | België        | Decathlon-AG2R La Mondiale |
| Alexander Krieger | 28-11-1991    | Duitsland     | Tudor Pro Cycling Team     |
| Jakub Mareczko    | 30-04-1994    | Italië        | Team Corratec-Selle Italia |
| Stefano Oldani    | 10-01-1998    | Italië        | Cofidis                    |
| Kristian Sbaragli | 08-05-1990    | Italië        | Team Corratec-Selle Italia |
| Robert Stannard   | 16-09-1998    | Australië     | Bahrain-Victorious         |
| Lionel Taminiaux  | 21-05-1996    | België        | Lotto-Dstny                |

## Overwinningen
| Ster van Bessèges 2e etappe: Axel Laurance Tirreno-Adriatico 2e etappe: Jasper Philipsen Milaan-San Remo Jasper Philipsen Classic Brugge-De Panne Jasper Philipsen E3 Saxo Classic Mathieu van der Poel Ronde van Catalonië 5e etappe: Axel Laurence Volta NXT Classic Timo Kielich Ronde van Vlaanderen Mathieu van der Poel Ronde van het Baskenland 3e etappe: Quinten Hermans Parijs-Roubaix Mathieu van der Poel | Ronde van Romandië Bergklassement: Juri Hollmann Ronde van Noorwegen 2e etappe: Axel Laurance Eindklassement: Axel Laurance Dwars door het Hageland Gianni Vermeersch Ronde van België 3e etappe: Jasper Philipsen Puntenklassement: Jasper Philipsen Ronde van het Qinghaimeer 1e etappe: Jensen Plowright 5e etappe: Jensen Plowright Ronde van Frankrijk 10e etappe: Jasper Philipsen 13e etappe: Jasper Philipsen 16e etappe: Jasper Philipsen Ronde van Wallonië Bergklassement: Jimmy Janssens | Ronde van Spanje 2e etappe: Kaden Groves 14e etappe: Kaden Groves 17e etappe: Kaden Groves Puntenklassement: Kaden Groves Renewi Tour Puntenklassement: Jasper Philipsen Ronde van Luxemburg 1e etappe: Mathieu van der Poel Puntenklassement: Mathieu van der Poel Ronde van het Münsterland Jasper Philipsen Coppa Bernocchi Stan Van Tricht |

Mannen: 2009 · 2010 · 2011 · 2012 · 2013 · 2014 · 2015 · 2016 · 2017 · 2018 · 2019 · 2020 · 2021 · 2022 · 2023 · 2024 · 2025
Vrouwen: 2020 · 2021 · 2022 · 2023 · 2024 · 2025
Alpecin-Deceuninck · Arkéa-B&B Hotels · Astana Qazaqstan · Bahrain Victorious · BORA-hansgrohe · Cofidis · Decathlon AG2R La Mondiale · EF Education-EasyPost · Groupama-FDJ · INEOS Grenadiers · Intermarché-Wanty · Lidl-Trek · Movistar Team · Soudal Quick-Step · dsm-firmenich PostNL · Jayco AlUla · UAE Team Emirates · Visma-Lease a Bike